# Liste der Naturdenkmale in Hofgeismar
Die Liste der Naturdenkmale in Hofgeismar nennt die auf dem Gebiet der Stadt Hofgeismar im Landkreis Kassel in Hessen gelegenen Naturdenkmale. Dies sind gegenwärtig Bäume an 14 Standorten, darunter mehrere beeindruckende Eichen bei Beberbeck, sowie 4 Flächenhafte Naturdenkmale.

## Bäume
| Bild                          | Bezeichnung                                                                    | Ortsteil, Lage                                 | Beschreibung | Art                | Nr.      |
| ----------------------------- | ------------------------------------------------------------------------------ | ---------------------------------------------- | --- | ------------------ | -------- |
| mehr Fotos \| Fotos hochladen | Gruppe alter Hutebäume (6 Eichen, 1 Wildapfel)                                 | Beberbeck 51° 32′ 2,8″ N, 9° 29′ 56,1″ O       | Stieleiche ca. 1,5 km nordöstlich von Beberbeck. Die alte Huteeiche steht auf einem Acker nördlich der zentralen Achse. Von den ursprünglich 6 Eichen der Gruppe sind gegenwärtig nur noch 4 erhalten, sie gehören zu den ältesten Bäumen im Landkreis Kassel. Stammumfang: 7,20 m Pflanzjahr: ca. 1555 OSM-Link zur Kartendarstellung: Huteeiche 1 auf dem Acker bei Beberbeck | Quercus robur      | 6.33.361 |
| mehr Fotos \| Fotos hochladen | Gruppe alter Hutebäume (6 Eichen, 1 Wildapfel)                                 | Beberbeck 51° 32′ 6,9″ N, 9° 29′ 52,8″ O       | Stieleiche ca. 1,5 km nordöstlich von Beberbeck. Die alte Huteeiche steht auf einem Acker nördlich der zentralen Achse. Von den ursprünglich 6 Eichen der Gruppe sind gegenwärtig nur noch 4 erhalten, sie gehören zu den ältesten Bäumen im Landkreis Kassel. Stammumfang: 7,60 m Pflanzjahr: ca. 1555 OSM-Link zur Kartendarstellung: Huteeiche 2 auf dem Acker bei Beberbeck | Quercus robur      | 6.33.361 |
| mehr Fotos \| Fotos hochladen | Die Dicke Margarete, Teil einer Gruppe alter Hutebäume (6 Eichen, 1 Wildapfel) | Beberbeck 51° 32′ 3,9″ N, 9° 29′ 40,7″ O       | Stieleiche ca. 1,5 km nordöstlich von Beberbeck. Die alte Huteeiche steht auf einem Acker nördlich der zentralen Achse. Von den ursprünglich 6 Eichen der Gruppe sind gegenwärtig nur noch 4 erhalten, sie gehören zu den ältesten Bäumen im Landkreis Kassel. Stammumfang: 8,75 m Pflanzjahr: ca. 1555 OSM-Link zur Kartendarstellung: Huteeiche 3 auf dem Acker bei Beberbeck | Quercus robur      | 6.33.361 |
| mehr Fotos \| Fotos hochladen | Gruppe alter Hutebäume (6 Eichen, 1 Wildapfel)                                 | Beberbeck 51° 32′ 12,1″ N, 9° 29′ 40,8″ O      | Stieleiche ca. 1,5 km nordöstlich von Beberbeck. Die alte Huteeiche steht auf einem Acker nördlich der zentralen Achse. Von den ursprünglich 6 Eichen der Gruppe sind gegenwärtig nur noch 4 erhalten, sie gehören zu den ältesten Bäumen im Landkreis Kassel. Der Baum besteht auf den ersten Blick nur noch aus einem ca. 3 m hohen, abgestorbenen Stammrest. An der Ostseite gibt es allerdings gegenwärtig noch einen lebenden kleinen Ast. Stammumfang: 7,60 m Pflanzjahr: ca. 1555 OSM-Link zur Kartendarstellung: Huteeiche 4 auf dem Acker bei Beberbeck | Quercus robur      | 6.33.361 |
| mehr Fotos \| Fotos hochladen | Gruppe alter Hutebäume (24 Eichen)                                             | Beberbeck 51° 31′ 43,9″ N, 9° 30′ 1,2″ O       | Stieleichen ca. 1,5 km östlich von Beberbeck. Die Huteeichen stehen verteilt auf einer Weide nördlich der zentralen Achse. Von den ursprünglich 24 Eichen der Gruppe sind gegenwärtig nur noch 18 erhalten, darunter 1 Baum als wohl abgestorbener Stamm. Stammumfänge: bis 6,55 m Höhe: bis 24 m Pflanzjahr: vor 1705 OSM-Link zur Kartendarstellung: Der zentrale Baum aus der Huteeichengruppe | Quercus robur      | 6.33.362 |
| mehr Fotos \| Fotos hochladen | Gruppe alter Hutebäume (13 Eichen)                                             | Beberbeck 51° 31′ 31,5″ N, 9° 30′ 20,1″ O      | Stieleichen ca. 2,0 km östlich von Beberbeck. Die Huteeichen stehen verteilt auf einer Weide südlich der zentralen Achse. Von den ursprünglich 13 Eichen der Gruppe sind gegenwärtig nur noch 9 erhalten. Stammumfänge: bis 5,60 m Höhe: bis 23 m Pflanzjahr: vor 1705 OSM-Link zur Kartendarstellung: Der östlichste Baum aus der Huteeichengruppe | Quercus robur      | 6.33.363 |
| mehr Fotos \| Fotos hochladen | 2 alte Huteeichen                                                              | Beberbeck 51° 31′ 39,1″ N, 9° 29′ 47,3″ O      | 2 Stieleichen ca. 1,5 km östlich von Beberbeck. Die beiden Huteeichen stehen auf einer Weide westlich vor dem Stallgebäude, südlich der zentralen Achse. Der nördliche Baum: Stammumfang: 4,30 m Höhe: 20 m Pflanzjahr: vor 1705 OSM-Link zur Kartendarstellung: die nördliche Huteeiche Der südliche Baum: Stammumfang: 5,90 m Höhe: 24 m Pflanzjahr: vor 1705 OSM-Link zur Kartendarstellung: die südliche Huteeiche | Quercus robur      | 6.33.364 |
| mehr Fotos \| Fotos hochladen | 1 Eiche                                                                        | Beberbeck 51° 31′ 54,9″ N, 9° 28′ 58,1″ O      | Stieleiche ca. 300 m östlich von Beberbeck. Standort des Baumes ist der Friedhof des Ortes. Erhalten ist nur noch der mit Efeu bewachsene Stamm als stehendes Totholz. Stammumfang: 6,50 m Höhe: ca. 8 m Pflanzjahr: ca. 1655 OSM-Link zur Kartendarstellung: Eiche auf dem Friedhof von Beberbeck | Quercus robur      | 6.33.365 |
| mehr Fotos \| Fotos hochladen | „Alter Schützenplatz“ mit Großbaumbestand                                      | Carlsdorf 51° 29′ 11,3″ N, 9° 25′ 53,5″ O      | Winterlinden am südlichen Ortsrand von Carlsdorf. Die Bäume bilden einen ovalen Baumkreis in einer parkartigen Grünfläche, dem „Alten Schützenplatz“. Von den 7 Bäumen ist einer hohl und wirkt geschädigt, ein zweiter ist nur noch als Stamm erhalten und bei einem dritten Baum handelt es sich um eine deutlich jüngere Nachpflanzung. Stammumfänge: bis 3,35 m Höhe: bis 22 m Pflanzjahr: ca. 1905 OSM-Link zur Kartendarstellung: Der größte Baum aus der Lindengruppe in Carlsdorf | Tilia cordata      | 6.33.366 |
| mehr Fotos \| Fotos hochladen | 1 Hainbuche                                                                    | Friedrichsdorf 51° 29′ 22,4″ N, 9° 19′ 48,3″ O | Hainbuche in der Ortsmitte von Friedrichsdorf. Der Baum steht am Westrand des kleinen Friedhofes an der „Dorfstraße“. Stammumfang: 2,70 m Höhe: 14 m Pflanzjahr: ca. 1905 OSM-Link zur Kartendarstellung: Hainbuche in Friedrichsdorf | Carpinus betulus   | 6.33.368 |
| mehr Fotos \| Fotos hochladen | 1 Linde                                                                        | Hofgeismar 51° 29′ 46,9″ N, 9° 22′ 32″ O       | Sommerlinde westlich der Altstadt von Hofgeismar. Standort ist der Grünzug vor der Wallanlage, am südlichen Rand des „Turnhagen“, beim Reisemobilstellplatz. Die Linde war bis in die Krone mit einem Efeu bewachsen, um 2014/15 wurde der armdicke Stamm der Kletterpflanze durchtrennt. Die abgestorbenen Reste dieser Pflanze bedecken noch immer große Teile von Stamm und Ästen der Linde. Stammumfang: 4,00 m (2005: 3,85 m) Höhe: 24 m Pflanzjahr: ca. 1875 OSM-Link zur Kartendarstellung: Sommerlinde in Hofgeismar | Tilia platyphyllos | 6.33.371 |
| mehr Fotos \| Fotos hochladen | 1 Eiche                                                                        | Hofgeismar 51° 29′ 30,8″ N, 9° 22′ 22,6″ O     | Stieleiche südwestlich der Altstadt von Hofgeismar. Der Baum steht am Rande eines kleinen Parks an der Straße „Schützenplatz“. Der Asphalt der Straße reicht fast bis an die Baumwurzel. Stammumfang: 4,80 m (2005: 4,70 m) Höhe: 26 m Pflanzjahr: ca. 1805 OSM-Link zur Kartendarstellung: Stieleiche in Hofgeismar | Quercus robur      | 6.33.374 |
| mehr Fotos \| Fotos hochladen | Lindengruppe „Galgenberg“                                                      | Hofgeismar 51° 29′ 47,1″ N, 9° 21′ 24,1″ O     | 11 Winterlinden ca. 800 m westlich des Stadtrandes von Hofgeismar. Die Bäume stehen auf einer kleinen Wiesenfläche in einem Acker. 9 Linden bilden einen Kreis, mit der 10. Linde im Mittelpunkt. Nördlich davon steht die 11. Linde auf einer kleinen Erhebung. Stammumfänge: 0,70 - 1,50 m Höhen: 13 -15 m Pflanzjahr: ca. 1945 OSM-Link zur Kartendarstellung: Der nördliche Baum der Lindengruppe „Galgenberg“ | Tilia cordata      | 6.33.375 |
| mehr Fotos \| Fotos hochladen | 1 Eiche                                                                        | Hofgeismar 51° 30′ 58,7″ N, 9° 21′ 48,9″ O     | Stieleiche ca. 1,7 km nördlich des Stadtrandes von Hofgeismar. Der schlanke und hohe Baum steht im Wald, an der Gabelung eines Wirtschaftsweges. Eine örtliche Beschilderung weist dem Baum den Namen „Bänfer-Eiche“ zu. Stammumfang: 4,80 m Höhe: ca. 36 m Pflanzjahr: ca. 1805–1855 OSM-Link zur Kartendarstellung: Eiche im Wald bei Hofgeismar | Quercus robur      | 6.33.377 |
| mehr Fotos \| Fotos hochladen | 2 Linden                                                                       | Hombressen 51° 29′ 34,2″ N, 9° 27′ 29,5″ O     | 2 Winterlinden nahe der Ortsmitte von Hombressen. Die beiden Bäume stehen auf einer parkartigen Grünfläche, dem „Alten Friedhof“ an der Parkstraße. Der nördliche Baum: Stammumfang: 3,30 m Höhe: 23 m Pflanzjahr: 1885 OSM-Link zur Kartendarstellung: die nördliche Linde in Hombressen Der südliche Baum: Stammumfang: 3,85 m Höhe: 21 m Pflanzjahr: 1885 OSM-Link zur Kartendarstellung: die südliche Linde in Hombressen | Tilia cordata      | 6.33.378 |
| mehr Fotos \| Fotos hochladen | 1 Eiche „Friedenseiche“ 1870/71                                                | Hombressen 51° 30′ 10,2″ N, 9° 26′ 51,7″ O     | Stieleiche ca. 900 m nördlich des Ortsrandes von Hombressen. Der Baum steht auf einer kleinen künstlichen Aufschüttung an einem Feldrand, auf dem „Warthügel“. Sein Umfeld ist eine völlig ausgeräumte Agrarsteppe, im Umkreis von mehreren hundert Metern findet sich kein zweiter Baum oder auch nur ein Strauch. Die Eiche gilt als ein Wahrzeichen von Hombressen. Aufgrund ihrer exponierten Lage ist sie auch noch aus großer Entfernung zu erkennen. Vom Standort des Baumes aus bietet sich eine gute Fernsicht in die Umgebung, darunter den Reinhardswald. Der Baum ist mit Zugangstreppe, Bank rund um den Stamm, Informationstafel und Mülleimer versehen und kann insofern als touristisch bestens erschlossen gelten. Der Name "Friedenseiche" leitet sich daraus ab, dass der Baum zur Erinnerung an den Deutsch-Französischen Krieg von 1870 bis 1871 gepflanzt worden war. Stammumfang: 3,40 m Höhe: ca. 16 m Pflanzjahr: ca. 1875 OSM-Link zur Kartendarstellung: Friedenseiche bei Hombressen | Quercus robur      | 6.33.379 |
| mehr Fotos \| Fotos hochladen | 1 Spitzahorn                                                                   | Hofgeismar 51° 30′ 38,8″ N, 9° 22′ 58,4″ O     | Spitzahorn ca. 500 m nördlich des Stadtrandes von Hofgeismar. Der Baum steht am Westbergweg, kurz vor dem Waldrand. Stammumfang: 4,05 m(2005: 3,85 m) Höhe: 22 m Pflanzjahr: ca. 1875 OSM-Link zur Kartendarstellung: Spitzahorn bei Hofgeismar | Acer platanoides   | 6.33.382 |

## Flächenhafte Naturdenkmale
| Bild           | Bezeichnung                             | Ortsteil, Lage                             | Beschreibung | Nr.      |
| -------------- | --------------------------------------- | ------------------------------------------ | --- | -------- |
| weitere Bilder | Offenberg                               | Carlsdorf 51° 28′ 55,1″ N, 9° 25′ 4,7″ O   | Kalksteinkuppe ca. 500 m südwestlich des Ortsrandes von Carlsdorf. Das Naturdenkmal bildet eine markante Erhebung zwischen Hofgeismar/Carlsdorf im Norden und Grebenstein im Süden. Teilbereiche sind mit Büschen bestanden, die verbliebenen Offenflächen gelten als die größten Magerrasenflächen eines Naturdenkmals im Landkreis Kassel. Über die Kuppe führt ein kleiner Pfad. Von der Erhebung aus bietet sich eine weite Fernsicht in das Umland. Fläche: ca. 4,8 ha OSM-Link zur Kartendarstellung: Kalksteinkuppe „Offenberg“ bei Carlsdorf | 6.33.367 |
| weitere Bilder | Hünsche Burg                            | Hofgeismar 51° 28′ 38,5″ N, 9° 22′ 10,3″ O | Hügel ca. 1,0 km südwestlich des Stadtrandes von Hofgeismar. Die Fläche ist mit vielfältiger Vegetation bedeckt, darunter Hecken und Kalkmagerrasen. Auf der Hügelkuppe finden sich die Reste einer frühmittelalterlichen Wallanlage bzw. Wallburg, der Hünscheburg. Der lokale Wanderweg H6 führt am Naturdenkmal entlang. Fläche: ca. 5,0 ha OSM-Link zur Kartendarstellung: „Hünsche Burg“ bei Hofgeismar | 6.33.373 |
| weitere Bilder | Heidefläche Hümmer Hute                 | Hümme 51° 32′ 13,7″ N, 9° 26′ 7,7″ O       | Ehemalige Hutefläche mit Gehölzen und Bäumen, ca. 2,0 km östlich von Hümme. Die Fläche ist gegenwärtig stark verbuscht. Direkt südlich und östlich des Naturdenkmals verläuft ein asphaltierter Wirtschaftsweg, der Teil eines regionalen Wanderweges ist. Fläche: ca. 4,3 ha OSM-Link zur Kartendarstellung: „Heidefläche Hümmer Hute“ | 6.33.380 |
| weitere Bilder | Basaltkegel Gribbelsberg mit Steinbruch | Sababurg 51° 32′ 50,1″ N, 9° 32′ 11,1″ O   | Ehemaliger Basalt-Steinbruch mit einer kleinen Abbauwand, Laubbäumen und Sträuchern, ca. 300 m nördlich der Sababurg. Die bewaldete Kuppe liegt direkt neben der Kreisstraße 56. Der schwer zugängliche aufgelassene Steinbruch ist kaum einsehbar. Seine Sohle ist bewaldet, aber feucht und temporär bilden sich Tümpel. Fläche: ca. 1,98 ha OSM-Link zur Kartendarstellung: „Basaltkegel Gribbelsberg mit Steinbruch“ bei der Sababurg | 6.33.381 |

## Belege und Fußnoten
1. ↑  Nach dem amtlichen Kataster der Unteren Naturschutzbehörde des Landkreises Kassel und vor Ort Recherche 2016 - August 2017.
2. 1 2 3 4  Der im behördlichen Kataster erwähnte Wildapfel konnte im Mai 2017 vor Ort nicht aufgefunden werden.
3. ↑  Messung 2017-05-06 in h=1,30 m
4. 1 2 3 4 5 6 7 8 9 10 11 12 13 14 15 16 17 18 19  Angaben zu Stammumfang (sofern keine eigene Messung), Größe und Pflanzjahr nach Rüdiger Germeroth, Horst Koenies, Reiner Kunz: Natürliches Kulturgut – Vergangenheit und Zukunft der Naturdenkmale im Landkreis Kassel, Herausgeber: Kreisausschuss des Landkreises Kassel, Untere Naturschutzbehörde, Wolfhagen, 2005, Anhang "Bäume" S. 186 ff. Das Pflanzjahr wurde über das dort geschätzte Alter und das Erscheinungsjahr (2005) der Publikation zurückgerechnet.
5. ↑  Messung 2017-05-06 in h=1,30 m
6. ↑  Messung 2017-05-06 in h=1,30 m
7. ↑  Beobachtung 2017-05-06
8. ↑  Messung 2017-05-06 in h=1,30 m
9. ↑  Messung 2017-05-06 in h=1,30 m bei dem zentralen Baum der Huteeichengruppe
10. ↑  Zählung 2017-05-06, die behördliche Veröffentlichung Natürliches Kulturgut zählt im Katasterteil, S. 188, 11 Bäume im Jahr 2005.
11. ↑  Messung 2017-05-06 in h=1,30 m bei dem östlichsten Baum der Huteeichengruppe
12. ↑  Messung 2017-05-06 in h=1,30 m
13. ↑  Messung 2017-05-06 in h=1,30 m
14. ↑  Messung 2017-05-06 in h=1,30 m
15. ↑  Schätzung 2017-05-06, die behördliche Veröffentlichung Natürliches Kulturgut gibt im Katasterteil, S. 188, im Jahr 2005 eine Höhe von 17 m an.
16. ↑  Messung 2017-04-30 in h=1,30 m bei dem größten Baum der Lindengruppe
17. ↑  Messung 2020-10-04 in h=1,30 m
18. ↑  Messung 2017-04-09 in h=1,30 m
19. ↑  Messung 2017-04-09 in h=1,30 m
20. ↑  Im behördlichen Kataster findet sich keine Namensgebung.
21. ↑  Messung 2017-04-29 in h=1,30 m
22. ↑  Messung 2017-04-30 in h=1,30 m
23. ↑  Messung 2017-04-30 in h=1,30 m
24. ↑  Messung 2017-04-30 in h=1,30 m
25. ↑  Messung 2017-04-29 in h=1,30 m
26. 1 2 3 4  Angaben nach Rüdiger Germeroth, Horst Koenies, Reiner Kunz: Natürliches Kulturgut – Vergangenheit und Zukunft der Naturdenkmale im Landkreis Kassel, Herausgeber: Kreisausschuss des Landkreises Kassel, Untere Naturschutzbehörde, Wolfhagen, 2005, Anhang "Flächenhafte Naturdenkmale" S. 162 ff.

- Karte mit allen Koordinaten:
- OSM |
- WikiMap